# GSC9293-1692
GSC9293-1692 — хімічно пекулярна зоря спектрального класу A0, що має видиму зоряну величину в смузі V приблизно  9,8.

## Пекулярний хімічний склад
Зоряна атмосфера GSC9293-1692 має підвищений вміст 
Cr
.